# Ejido La Cañada
La cañada es un Ejido perteneciente al municipio de Aquismón, San Luis Potosí, ubicado en la región huasteca norte.

## Fundación
Este ejido antes de denominarse centro de población pertenecía al Sr. Mateo Cardozo Ramos, quien tenía en completo abandono este predio, por el 23 de septiembre de 1971 se comenzó a solicitar por un grupo de vecinos de diferentes partes de la huasteca potosina,; el 12 de octubre de 1976 se comenzó a poblar por las siguientes personas: Sr. José Agustín Reyes, Pedro Santiago Reyes, José Santiago Reyes, Juan Castro Hernández, Manuel Félix Magdalena, Martín Félix, Ponciano Flores, Juan Ramírez, Miguel Hernández Concepción, Venustiano Martínez, Pedro Hernández Antonia, Hildeberto Barrios Adams, J. Guadalupe Barrios, Esteban Gonzáles Micaela, Martín González Micaela y el Sr. José Mejía, estos fueron los primeros pobladores y fundadores del ejido, quienes poco a poco hicieron sus casas, se llevaron a su familia y comenzaron a solicitar los servicios educativos. Actualmente cuentan con 144 habitantes y dos centros educativos.

## Política
El ejido está organizado de la siguiente manera: Por el presidente del comisariado ejidal, un tesorero y vocales, presidente del consejo de vigilancia, un secretario, tesorero y vocales, el juzgado auxiliar conformado por el juez auxiliar, segundo juez, tercer juez, secretario, tesorero y vocales. 

## Ubicación
El ejido “La Cañada”, se encuentra ubicado aproximadamente a 93 km de distancia del municipio de Aquismón del Estado de San Luis Potosí, colindando con los ejidos La Morena y Tanchachín al norte, al sur con la propiedad del SR. Mario Morelos, al este con la dotación definitiva del ejido Naranjito, La Cañada, cuenta con una superficie de 100 Hectáreas de agostadero cerril, con una parte plana susceptible al cultivo. Con una altitud sobre el nivel del mar de 160 m.

## Topografía
En el ejido se localizan suelos arcillosos, caracterizados por un color gris obscuro, y contienen gran cantidad de materia orgánica, debido a esto se hace fértil. Otra de las características es que al estar húmedo se adhiere fácilmente a la superficie, y el tiempo de prolongada sequía, presenta fisuras o cuarteadoras.

## Orografía e hidrografía
El ejido se encuentra situado entre una serie de montañas que pertenecen ala sierra madre occidental, entre ellas se encuentra la sierra de Aquismón, y la de Tamasopo, entre estas sierras se observan las cruces de las vías terrestres o carreteras de terrecería que comunican a este ejido con el de Tanchachín y con la vía Valles-Río Verde. Los ríos que se encuentran en el ejido, hacen de este un paraíso de una extraordinaria belleza y riqueza vegetal; siendo estos los principales brazos del río. El río La Cañada, Las Vegas, y La Joya, provenientes estos del nacimiento Santa Anita.
Cuenta con dos norias del cual se abastecen los habitantes del ejido para el uso doméstico.

## clima
En este ejido oscila una temperatura entre los 20 °C. Y 30 °C. En promedio anual, a excepción de la época de invierno, esta desciende a -4 °C. De lo normal. La precipitación pluvial se presenta generalmente en los meses de junio, julio, agosto y parte de septiembre, en los cuales se obtienen hasta 2000mm en promedio anual.

## Cultivos
En este lugar el cultivo que más predomina es el maíz, el frijol que se siembra en los meses de septiembre y en mayo, estos cultivos son de temporales.
Parte de los productos de los cultivos, únicamente los utilizan para el consumo diario de la familia, y no tienen salida comercial, en ocasiones se vende a menudeo, con la finalidad de adquirir otros productos de primera necesidad

## Población
En esta localidad de acuerdo al censo general de población actual es de 144 habitantes; 77 hombres y 67 mujeres, con una densidad de 144 habitantes por km.

## Gastronomía
Los platillos más sobresalientes de este ejido son: el zacahuil de puerco o pollo, los tamales, caldo de acamaya, y de pescado, mole de elote, de puerco, de pollo y de guajolote.